# Cyathura pusilla
Cyathura pusilla is een pissebed uit de familie Anthuridae. De wetenschappelijke naam van de soort is voor het eerst geldig gepubliceerd in 1904 door Stebbing.